# Mottó
A mottó olasz eredetű szó, jelentése jelige vagy jelmondat.
Az irodalomban egy-egy alkotás szellemére, szemléletére vagy tematikájára utaló idézet. Nem ritka, hogy a mű szerzőjének példaképére, mesterére vagy az alkotás eszmei előképére vonatkozik az idézet.

Rákóczi fejedelem zászlaja, „Iustam causam deus non derelinqvet” (Az igaz ügyet nem hagyja el az Isten)

Mottója (gyakrabban: jelmondata) lehet még sportegyesületeknek, civil kezdeményezéseknek, testületeknek, de országoknak, városoknak is – jellemzően egy közös cél elérése érdekében szerveződő közösségeknek, vagy azonos nemzeti, etnikai, földrajzi közösségben élőknek.

## Példák
- II. Rákóczi Ferenc jelmondata: „Cum Deo pro Patria et Libertate” („Istennel a hazáért és a szabadságért”)
- Stendhal Vörös és fekete című regényének mottójául Dantontól vett idézetet: „Az igazságot, a kíméletlen igazságot!”
- Az Európai Unió jelmondata: „In varietate concordia”, azaz „Egység a sokféleségben”.
- Franciaország a jól ismert „Szabadság, egyenlőség, testvériség” („Liberté, Egalité, Fraternité”) kifejezést használja jelmondatául. (Lásd még: Nemzeti mottók listája.)
- Arany János, Toldi című elbeszélő költeményének mottójául Ilosvai Selymes Pétertől vett idézet: „Nyomó rúdat félkezével kapta vala, Buda felé azzal utat mutatja vala.”